# Sigmundur Davíð Gunnlaugsson
Sigmundur Davíð Gunnlaugsson (phát âm tiếng Iceland: [ˈsɪɣmʏntʏr ˈtaːvið ˈkʏnløyxsɔn]; sinh ngày 12 tháng 3 năm 1975) là một chính trị gia người Iceland. Ông là Thủ tướng của Iceland từ tháng 5 năm 2013 đến tháng 4 năm 2016. Ông cũng là chủ tịch của Đảng Tiến bộ từ năm 2009. Ông được bầu vào Althing (quốc hội Iceland) như là thành viên thứ 8 của Bắc Reykjavík vào ngày 25 tháng 4 năm 2009. Ông đã đại diện cho vùng bầu cử Đông Bắc như là thành viên số 1 của vùng này kể từ ngày 27 tháng 4 năm 2013.
Sau khi Tài liệu Panama bị rò rỉ, ông tuyên bố vào ngày 5 tháng 4 năm 2016 rằng ông sẽ từ chức Thủ tướng Chính phủ.